# Presbyakuze
Presbyakuze (latinsky presbyacusis; předpona presby znamená v řečtině starý, acusis označuje sluch) neboli stařecká nedoslýchavost je nejběžnější druh nedoslýchavosti, který je definován jako zhoršení sluchu věkem u jinak zdravých starších osob.
V dnešní době jako důsledek komunálního hluku (zvýšená zvuková zátěž vyvolaná běžnými denními situacemi) dochází k poruše sluchu i u mladších jedinců – tzv. socioakuze, a to v závislosti na intenzitě zvukové zátěže během života a genetických dispozicích jedince.

## Definice
Presbyakuze je většinou definována jako sensoneurinální porucha sluchu způsobená degenerativními změnami vláskových buněk v Cortiho orgánu v důsledku dlouhodobé sluchové zátěže. Někteří autoři jako presbyakuzi označují i degenerativní změny 8. hlavového nervu a sluchových center v mozku. Presbyakuze významně zhoršuje kvalitu života, i když se nejedná o stav ohrožující život. V důsledku presbyakuze je postižený izolován, sociální kontakty jsou omezeny a snižuje se pravděpodobnost, že postižený bude moci žít nezávisle na pomoci svého okolí. Dalším důsledkem presbyakuze je zvýšené riziko ohrožení i v běžných každodenních situacích, kdy postižený neslyší např. blížící se auto.

## Epidemiologie
Po chronické artritidě a hypertensi je prezbyakuze třetí nejčastější chronická nemoc u lidí vyššího věku. Muži bývají postiženi častěji než ženy. Pro srovnání – zdravý novorozenec slyší i zvuky o frekvenci 30 kHz, dospívající má práh slyšení na frekvenci asi 20 kHz a senioři rozpoznávají jen zvuky o frekvenci nižší než 4 a někdy i jen 2 kHz. V moderní době roste počet lidí ve vyšším věku a proto se zvyšuje i absolutní počet lidí trpících presbyakuzí.

## Diagnóza
Degenerace zasahuje nejdříve slyšení vysokofrekvenčních tónů – postižený neslyší telefon, zvonek, nerozlišuje sykavky. Pacient většinou vyhledá pomoc lékaře sám nebo pod tlakem okolí až poté, co začne vnímat omezující vliv poruchy jeho sluchu. Projevuje se zhoršená srozumitelnost, zejména mluví‑li více osob najednou, není‑li možnost odezírat ze rtů nebo v hlučném prostředí. Postižený prezbyakuzí často vyžaduje od svého okolí opakování vyřčeného, protože nerozuměl.

## Vyšetření
Pacient se dostane prostřednictvím praktického lékaře na ORL ambulanci, kde se provádí základní klinické vyšetření a klasická sluchová zkouška. Na vybavených pracovištích bývá orientační sluchová zkouška doplněna tónovým audiogramem, který většinou ukáže nález obvykle symetrické percepční nedoslýchavosti zejména ve vysokých frekvencích. Slovní audiogram identifikuje míru poruchy porozumění mluvenému slovu a rovněž se využívá k určení výše příspěvku zdravotní pojišťovny na sluchadlo.

## Terapie
Presbyakuzi nelze v dnešní době řešit chirurgicky, na rozdíl od ostatních typů nedoslýchavostí; presbyakuzi lze jen zpomalit sluchovou hygienou. Vazodilatancia (léky, které rozšiřují krevní cévy) mohou vést k přechodnému nepatrnému zlepšení. V praxi se využívá korekce sluchu naslouchadlem.